# 吉田七福神
吉田七福神（よしだしちふくじん）は、愛知県豊橋市にある七福神の巡礼札所。平成9年（1997年）開創。達磨大師の豊橋閣日進院を加え8か所の寺により構成されている。

## 概要
- エリア：全て豊橋市
- 期間：通年

## 吉田七福神の一覧
- 神宮寺（豊橋市魚町） - 恵比須
- 普門寺（同市雲谷町ナベ山下） - 大黒天
- 宝形院（同市向山町字南中畑） - 福禄寿
- 赤岩寺（同市多米町字赤岩山） - 弁才天
- 永福寺（同市下地町字北村） - 毘沙門天
- 常心寺（同市杉山町字天津） - 布袋
- 薬師寺（同市牛川薬師町） - 寿老人
- 豊橋閣日進禅寺（同市新吉町） - 達磨大師